# 1986 у футболі
Нижче наведені футбольні події 1986 року у всьому світі.

## Події
- Відбувся тринадцятий чемпіонат світу, перемогу на якому здобула збірна Аргентини.
- Відбувся Кубок африканських націй, перемогу на якому здобула збірна Єгипту.

## Засновані клуби
- Санта-Колома (Андорра)

## Національні чемпіони
- Англія: Ліверпуль
- Аргентина: Рівер Плейт
- Бразилія: Сан-Паулу
- Італія: Ювентус
- Іспанія: Реал Мадрид
- Нідерланди: ПСВ
- Парагвай: Соль де Америка
- Португалія: Порту
- СРСР: Динамо (Київ)
- ФРН: Баварія (Мюнхен)
- Шотландія: Селтік